# ポルシェ 109-005
ポルシェ 109-005 はFZG-76B長距離ミサイルの動力として開発されたターボジェットエンジンである（V1飛行爆弾の増強型でFZG-76として知られる）。
エンジンは全長11.25フィート (3.43 m)で直径は1.9フィート (0.58 m)だった。設計推力は1,100重量ポンド (4.9 kN)で燃料容量は140米ガロン (530 L)だった。